# Josef Jandrisits
Josef Jandrisits (* 6. April 1949 in Ilz, Oststeiermark) ist ein österreichischer Musiker und Komponist.

## Leben
Bereits mit sechs Jahren bekam Jandrisits, durch seinen Großvater motiviert, Unterricht im Akkordeonspiel. Später erlernte er Gitarre und ab dem 16. Lebensjahr wurde er Mitglied in verschiedenen Bands (Rocking Stars, Starfighters), die vor allem Tanzmusik spielten. 
Mit Schiffkowitz (das eine S von S.T.S.), Boris Bukowski und Erich Reinberger gründete er 1968 die Music Machine, die sich vor allem den Songs der Beatles, der Rolling Stones und anderen Gruppen aus dieser Zeit verschrieben hatte.
1971 formierte er mit Gert Steinbäcker (das andere S von S.T.S.), Peter Szammer, Franz Posch und Petrus Wippel die Rockband Mashuun, die in erster Linie durch ausschließlich Eigenkompositionen aufhorchen ließ.
1973 ging die Band nach Deutschland, wo sie sich nach einem Jahr auflöste. Josef bekam einen Job als Gitarrist bei der damaligen Kultgruppe Guru Guru, die als erste Deutschrockgruppe 1976 im Rockpalast, einer Produktion des WDR, auftrat. Kurz darauf produzierte das ZDF den Fernsehspielfilm „Notwehr“ mit namhaften Schauspielern wie Günter Lamprecht, Rolf Zacher, Diether Krebs, in dem die Band die Hauptrolle spielte.
1982 kehrte Jandrisits nach Österreich zurück, wo er mit Schiffkowitz die Musik zum S.T.S.–Hit Fürstenfeld schrieb (lag schon unter dem Namen With a little help seit 1977 in der Schublade).
Anschließend war er Musiker bei der Coco Band, bei Carl Peyer, in verschiedenen Theaterproduktionen und Lehrer an der Sommerakademie in Griechenland auf der ionischen Insel Ithaka.
2004 produzierte er das Album Bring it Home mit der englischen Sängerin Rebecca Llewellyn. Derzeit ist Jandrisits als Komponist, Produzent und Webdesigner tätig.
Seit 2005 produziert er als Videofilmer Reiseberichte über Südeuropa, vorwiegend Griechenland auf DVD.
Er hatte sporadische Auftritte als Sessionband mit Monika Ruppnig (Violine), Uli Ruppnig (Drums), Robert Tesar (Bass), Toni Radl (Bass) oder im Duo unplugged mit Georg Eisner (Gitarre).
Seit 2011 ist Jandrisits häufig mit dem Wohnmobil unterwegs und erstellt eigene Videoproduktionen und Berichte von den Eindrücken der verschiedenen Reisen. 2014 veröffentlichte er diverse Videoproduktionen von den Wohnmobilreisen auf Youtube.
2013 produzierte er eine CD mit der Sängerin Sabine Anders.